# Krymplings
Krymplings är en supergrupp inom svensk punkrock som bildades 1993. Bandet består av musiker som också är sångare och frontmän i sina huvudsakliga band.

## Bandet
Under 1993 tog Curt "Curre" Sandgren, frontman i punkbandet Coca Carola, kontakt med fyra andra sångare och låtskrivare med idén att skapa en ny musikgrupp, och efter ett möte på Kafé 44 i Stockholm bildades Krymplings. Uppställningen, som fortfarande består, blev Ulke från Dia Psalma på gitarr, Per Granberg från Charta 77 på gitarr och bas, Curre från Coca Carola på gitarr, Mongo från Köttgrottorna på bas och Mart Hällgren från De Lyckliga Kompisarna på trummor.
Bandets namn är en drift med bandet Grymlings som var en samling mer etablerade musiker som först sattes samman till en TV-inspelning. Krymplings gav ut sin första skiva 1994 på Beat Butchers Records, trots att bandmedlemmarna också delvis tillhörde Birdnest Records.
Vid bildandet av bandet meddelade de att alla medlemmar skulle skriva låtar och sjunga, men aldrig sjunga sin egen låt. På turné har sedan denna regel också tillämpas när det gäller låtar som vanligtvis förknippas med medlemmarnas huvudsakliga band. Ett exempel är en konsert i Lund 1994, där Mongo från Köttgrottorna sjunger Charta 77:s Ensam kvar istället för Granberg, eller att Ulke från Dia Psalma sjunger Coca Carolas Döda dej istället för Curre. Symboliskt knuffades också Mart lätt åt sidan när han under extranumret börjar att sjunga på sin egen låt Egon.
Under september–oktober 1994 gjorde bandet sin hittills största turné, som gick under namnet Dunken tur 1994. Bandet har därefter återförenats mer eller mindre tillfälligt ett flertal gånger därefter, exempelvis 2004, då dels för en spelning på Kafé 44, dels för festivalen Augustibuller. Ytterligare tio år senare (2014) släppte de låten Kom och bli med oss inför en återföreningsspelning på Beat Butchers 30-årsjubileum i september samma år.
Den 5 maj 2017 släppte gruppen sedan sitt andra album Första var gratis, en skiva som de påbörjade 2003. Samma månad åkte Krymplings på en turné som var tänkt att innefatta nio spelningar, men konserten i Malmö fick skjutas upp till oktober, då man även lade till en tionde och sista spelning i Halmstad.
När Beat Butchers den 21 september 2019 firade 35 år på Kraken i Stockholm var Krymplings den avslutande akten. Fem år senare, den 7 september 2024 i Slakthusområdet, var alla medlemmar i bandet enbart sångare och andra musiker fick stå för ackompanjemanget under skivbolagets 40-årsfirande.
För övrigt är det mesta höljt i dunkel när det gäller frågan om vem eller vilka som har skrivit bandets egna låtar, men på livespelningar har vissa saker framgått, exempelvis att Mart har skrivit Drömprinsessorna, samt att Johan Johansson, en av producenterna till första skivan, står bakom The Lok Of Love. Mart har också bidragit med andra låtar som han tidigare har släppt under namnet Total Egon, exempelvis Vi är några killar, fast med – för bandet – omarbetad text.  

### Medlemmar
- Ulke Johansson (Dia Psalma) – sång, gitarr
- Mart Hällgren (De Lyckliga Kompisarna) – sång, trummor
- Curre Sandgren (Coca Carola) – sång, gitarr
- Per Granberg (Charta 77) – sång, gitarr
- Stefan "Mongo" Enger (Köttgrottorna) – sång, basgitarr

## Diskografi
- 1994 – Krymplings
- 2017 – Första var gratis